# Cain's Offering
Cain's Offering est un groupe de power metal finlandais. Cain's Offering est formé en 2008 par le guitariste Jani Liimatainen (ex-Sonata Arctica, ex-Altaria). Leur premier album studio, Gather the Faithful, est publié en 2009. Il est suivi par Stormcrow en 2015.

## Biographie

### Débuts (2008–2009)
Cain's Offering est formé en 2008 par le guitariste Jani Liimatainen (ex-Sonata Arctica, ex-Altaria). Il est composé du chanteur Timo Kotipelto (Stratovarius), du claviériste Mikko Härkin (ex-Sonata Arctica), du bassiste Jukka Koskinen (Norther, Wintersun) et du batteur Jani « Hurtsi » Hurula. 
Leur premier album studio, intitulé Gather the Faithful, est publié au label japonais Avalon/Marquee Inc, et composé intégralement par Liimatainen. Les textes, qu'il a également écrit, parlent des relations humaines et de la solitude. Le 25 juin 2009, le groupe annonce qu'il a signé un contrat avec le label Frontiers Records. Leur album est sorti le 28 août en Europe et le 11 septembre aux États-Unis.

### Stormcrow(depuis 2013)
Le groupe revient en 2013 après quatre ans de pause. Le 4 juillet 2013, Liimatainen annonce sur son blog qu'un second album pourrait voir le jour. En juin 2014, une page officielle Facebook est créée pour Cain's Offering.
Le 5 mars 2015, le titre et la liste des pistes de leur deuxième album sont annoncés sur Facebook. L'album s'intitule Stormcrow, et est annoncé pour le 15 mai 2015 en Europe et le 19 mai 2015 en Amérique du Nord. Au Japon, il est annoncé le 29 avril 2015. Le 15 avril, un mois avant la sortie européenne, le groupe publie la vidéo lyrique de leur chanson I Will Build You a Rome. Le groupe surprend de nouveau les fans le 22 avril 2015 en publiant une autre chanson de leur futur album, The Best of Times. Les deux chansons sont mises en ligne sur iTunes. Le groupe annonce ensuite une mini-tournée japonaise en 2016. Le 16 novembre 2016, Frontiers Records publie un nouveau clip du groupe, The Best of Times réalisé par Antti Kangasaho.

## Membres

### Membres actuels
- Timo Kotipelto - chant
- Jani Liimatainen - guitare
- Jani « Hurtsi » Hurula - batterie
- Jens Johansson – claviers, piano
- Jonas Kuhlberg – basse

### Anciens membres
- Mikko Harkin - claviers
- Jukka Koskinen - basse

## Discographie
- 2009 : Gather the Faithful
- 2015 : Stormcrow